# Scoglio Cavallo
Lo scoglio Cavallo o scoglio Cogn (in croato hrid Konj) è uno scoglio della Dalmazia settentrionale nella regione della Lika e di Segna, in Croazia. Si trova nella parte centrale del canale della Morlacca (mare Adriatico) a sud-est del villaggio di Lukovo Šugarje, vicino alla costa dalmata e di fronte al piccolo insediamento di Kusača, da cui dista 410 m
Sullo scoglio c'è un piccolo faro.

### Cartografia
- (HR) Mappa topografica della Croazia 1:25000, su preglednik.arkod.hr. URL consultato il 1º giugno 2017.
- Carta di cabottaggio del mare Adriatico, foglio V, Milano, Istituto geografico militare, 1822-1824. URL consultato il 17 febbraio 2017 (archiviato dall'url originale il 23 agosto 2021).